# 元山連絡所
元山連絡所（ウォンサンれんらくじょ）は、朝鮮民主主義人民共和国江原道高城郡に所在する情報機関で、朝鮮労働党作戦部（現、朝鮮人民軍偵察総局）に所属する工作員侵入基地。別名、313連絡所（313れんらくじょ）、第632軍部隊（だい632ぐんぶたい）。4か所ある海上連絡所のうちの1つ。高速スパイ船を配置している。

## 概要
元山連絡所は、清津連絡所（咸鏡北道清津市）・南浦連絡所（南浦特別市）・海州連絡所（黄海南道海州市）とならぶ海上処の連絡所のうちの1つで、日本海を通じて韓国東海岸地方、釜山周辺、西日本一帯への侵入を担当している。南浦連絡所とともに「商船連絡所」とも呼ばれ、所員は貿易船の船員に偽装して韓国や海外に出かけ、海賊行為や麻薬・武器などの密貿易も行う。1985年の水難民支援で韓国に来航した「オウン青年号」は、元山連絡所から貿易船に偽装されて送られた船舶である。
1989年、元山の連絡所は一度完全に解体されたものの1991年、江原道高城郡にひそかに再建されている。ユーゴ型潜水艇が10隻以上配備されている。
日本人拉致被害者のうち、久米裕 (1977年9月19日失踪)、地村保志・浜本富貴恵（1978年7月7日失踪）、蓮池薫・奥土祐木子（1978年7月31日失踪）は工作船で元山連絡所または清津連絡所へ運ばれ、北朝鮮に入国させられたものと考えられる。